# Acanthastrea faviaformis
Espèce
Statut CITES
Acanthastrea faviaformis est une espèce de coraux appartenant à la famille des Mussidae ou à la famille Lobophylliidae.